# Ilgarlı, Kemah
Ilgarlı là một xã thuộc huyện Kemah, tỉnh Erzincan, Thổ Nhĩ Kỳ. Dân số thời điểm năm 2010 là 11 người.